# Шкуричев, Виктор Алексеевич
Виктор Алексеевич Шкуричев (род. 17 июля 1952) — советский легкоатлет, специалист по прыжкам в высоту. Выступал на всесоюзном уровне в 1970-х годах, серебряный и бронзовый призёр чемпионатов СССР, победитель первенств всесоюзного и всероссийского значения. Представлял Брянск, спортивное общество «Локомотив» и Вооружённые силы.

## Биография
Виктор Шкуричев родился 17 июля 1952 года. Занимался лёгкой атлетикой в Брянске под руководством тренера Г. Г. Морозова, выступал за добровольное спортивное общество «Локомотив» и Советскую Армию.
Впервые заявил о себе в прыжках в высоту в сезоне 1973 года, когда на соревнованиях в Москве с результатом 2,15 занял пятое место.
В 1974 году на чемпионате СССР в Москве с прыжком на 2,19 метра завоевал бронзовую нагараду, уступив только литовцу Кестутису Шапке и москвичу Владимиру Абрамову.
В августе 1975 года одержал победу на всесоюзном турнире в Гомеле, установив при этом свой личный рекорд в прыжках в высоту на открытом стадионе — 2,21 метра.
В 1976 году на зимнем чемпионате СССР в Москве выиграл серебряную медаль и установил личный рекорд в помещении — 2,18 метра.
В июле 1977 года на соревнованиях в Челябинске стал бронзовым призёром в зачёте прыжков в длину, повторив свой личный рекорд на открытом стадионе — 2,21 метра.